# تان جياجون
تان جياجون (بالصينية: 谭家军) (17 ديسمبر 1993 بشانغهاي في الصين - ) هو لاعب كرة قدم صيني في مركز الوسط. شارك مع منتخب الصين لكرة القدم. أما مع النوادي، فقد لعب مع غوانغجو إفرغراند تاوباو.

## وصلات خارجية
- تان جياجون على موقع قاعدة بيانات كرة القدم.إي يو (الإنجليزية)